# Dicranophragma separatum
Dicranophragma separatum là một loài ruồi trong họ Limoniidae. Chúng phân bố ở miền Cổ bắc.